# وزارة النقل (سوريا)
وزارة النقل في سوريا هي الوزارة المسؤولة عن تصميم وإنشاء الطرق والموانئ والمطارات وسكك الحديد في سورية ويتولى رئاستها الآن يعرب بدر، وتأسست الوزارة في 23 أيلول 1974.